# Sloup Nejsvětější Trojice (Žlutice)
Sloup Nejsvětější Trojice (rovněž Morový sloup) je barokní sochařské dílo v historické části Žlutic v okrese Karlovy Vary v Karlovarském kraji. Od roku 1964 je chráněn jako kulturní památka.

## Historie
Nejvíce poznatků poskytovaly dnes nezvěstné archivní prameny, jež využili na přelomu 19. a 20. století regionální badatelé. Z jejich prací vyplývá, že sloup byl zhotoven na náklady obce. Dne 2. května 1701 rozhodla žlutická městská rada postavit na náměstí sloup ke cti Nejsvětější Trojice. Oslovila a následně uzavřela smlouvu s místním sochařem Oswaldem Josefem Wendou, jenž se zavázal dílo provést. V závazku stojí, že zhotoví sloup podle jemu dodanému nákresu. Nejprve vyrobí úplný model a sloup osadí třinácti anděly. Kámen na stavbu dodala bezplatně tehdejší vrchnost Kokořovcové z Kokořova ze svého kamenolomu u Kamenné Hory. Kamenické a sochařské práce trvaly do roku 1704, o čemž informuje i chronogram na sloupu. Sochaři Wendovi pomáhalo šest místních kameníků a sochař oproti smlouvě přidal ještě bezplatně galerii a tři lampy, obec pak dodala 12 kamenů na jejich ozdoby.
Pozlacení provedl klatovský zlatník v roce 1707. Teprve až v roce 1712 došlo k posvěcení převorem karmelitánského kláštera v Chýších.
Během let musel být trojiční sloup často opravován. První zdokumentovaná oprava žlutického sloupu proběhla roku 1759. Protože ještě trvala sedmiletá válka nebylo v městské pokladně dost peněz a tak se prostředky na opravu získaly sbírkou. Renovaci provedl Josef Grüner, malíř ze Žlutic. K následující opravě došlo v roce 1798. O další opravě provedené v roce 1853 se v městské pamětní knize píše, že kromě peněz z pozůstalosti dobrodince Johanna Scarsiniho byly využity dary občanů města. V roce 1854, byl sloup doplněn balustrádou se stylizovanými piniovými šiškami a kovovými dvířky. Opětně byl sloup renovován v roce 1886 a opravu provedl místní truhlářský mistr Wenzl Fischer. K následující opravě došlo v roce 1905. Do plechové krabičky v kameni pod Duchem svatým byla vložena listina, že za vlády Jeho Veličenstva císaře Františka Josefa I. byla provedena důkladná renovace sochařského díla. Další renovace proběhla v roce 1929, kdy došlo k úplné obnově sloupu včetně odborné a konzervátorské renovace a doplnění chybějících kamenných částí sloupu. Rovněž byla provedena renovace stupňů balustrády. Roku 1935 byla památka znovu opravena. Renovace spočívala v zabezpečení celého sousoší, oprav nátěrů a zatmelení všech trhlin. Odpadlé čepy byly nahrazeny měděnými. Po uplynutí více než třiceti let bylo potřeba památku znova opravit. Restaurována byla v několika etapách v letech 1967–1969. Poslední oprava proběhla v letech 1989–1990.
V červenci 2011 začalo dlouho připravované restaurování sloupu. Restaurování skončilo roku 2012 a celkové náklady na obnovu činily 1 584 000 Kč.

## Popis
Tento trigonální sloup Nejsvětější Trojice se řadí mezi tzv. obláčkového typu, možnou inspirací byl Sloup Nejsvětější Trojice am Graben ve Vídni. Má se jednat o první sloup tohoto typu v Čechách. Autorem celého zdejšího sochařského díla byl žlutický sochař Oswald Josef Wenda dle možného návrhu Petra Brandla. Sousoší stojí mezi vzrostlými lípami v severozápadní části náměstí. Čelem je orientováno k jihu. Sloup Nejsvětější Trojice stojí na kamenné několika stupňovité podezdívce vyrovnávající svažitý terén. Spodní část sloupu stojí na dvojstupňovém soklu o kruhové základně a je završena profilovanou horní krycí deskou s pamětními nápisy o renovacích. Pod mohutnou profilovanou římsu jsou v horní části soklu na všech stranách umístěny skleněné schránky na lucerny, složené ze tří prolínajících se kruhů. Jsou lemované měděným pozlaceným oplechováním a obklopené plastikami s hlavičkami puttů. V soklové části jsou tři nápisové desky, které po stranách přidržují dvojice puttů. Sloup je obklopen kamennou kuželkovou balustrádou, zdobenou dekorativními ozdobami. V obláčcích v dolní části sloupu jsou umístěné sochy svatého Václava, svaté Ludmily a svatého Vojtěcha, českých svatých patronů. Pozice svaté Ludmily přímo odkazuje k Berniniho soše Extáze svaté Terezy. Na vrcholu štíhlého trojbokého jehlancového sloupu s reliéfně znázorněnými oblaky se nacházejí sošky andělů, držících pozlacené palmové ratolesti, a ve vrchní části plastiky mnoho hlaviček andílků. Sloup je završen sousoším Nejsvětější Trojice doplněné částí nebeského světa s anděly. Postava Boha Otce s plnovousem drží v levé ruce Zeměkouli s pozlaceným křížkem, Syn Boží klade ruku na umírajícího anděla ve stylizovaném nebeském světě. Ve středu je u nohou postav v pozlacené svatozáři umístěna plastika holubice, symbol Ducha Svatého. Skupina je posazena na trůnu z oblaků.
Na schodiště a balustrádu a podstavce byl použit konglomerát, sochy jsou z pískovce.